# П'ятдесят франків (Геракл)
П'ятдесят франків (Геракл) (фр. Cinquante francs Hercule) — велика французька срібна монета, яка випускалася в обіг у 1974–1980 роках.

## Історія
Зображенням монети послужив дизайн видатного французького гравера Огустена Дюпре (1748—1833), розробленого ще у 1795 році, який використовувався на багатьох французьких монетах різного номіналу протягом понад 200 років. Монета стала заміною срібного номіналу в 10 франків з Гераклом, який карбувався у 1965—1973 роках, мав аналогічний дизайн, але вийшов з обігу у зв'язку з інфляцією. Спочатку планувався випуск монети у 20 франків, але було вирішено випустити номінал у 50 франків. Ця монета рідко була в обороті, тому що її вага і розмір були надто великими. Вона була вилучена з обігу в 1980 році, останній випуск монети вийшов тільки в наборах, через що має велику колекційну цінність.

## Опис
На аверсі монети зображено Геракла, після перемоги над Немейським левом між алегорією республіки у фригійському ковпаку і алегорією юстиції. Уздовж ранту монети девіз «Свобода-Рівність-Братство». Реверс монет цього типу зображує гілки дуба переплетені з гілками оливи і знаки монетного двору Французької республіки.

## Цифри
| рік  | тираж      | примітки         |
| ---- | ---------- | ---------------- |
| 1974 | 13 800     | пробна           |
| 1974 | 4 200 000  |                  |
| 1975 | 7 550 000  |                  |
| 1976 | 7 707 000  |                  |
| 1977 | 7 859 000  |                  |
| 1978 | 12 006 200 |                  |
| 1979 | 12 000 000 |                  |
| 1980 | 60 000     | Тільки в наборах |

## Джерело
- Caractéristiques et valeur de la pièce de 50 Francs Hercule